# Буксование
Буксование (также пробуксовка, от нем. Büchse — букса) — проскальзывание ведущих колёс (гусеничной ленты) транспортных средств при попытке разгона из-за утраты их сцепления с поверхностью дороги. При пробуксовке колёса «вращаются, скользя, но не двигаясь с места», и поступательное перемещение транспортного средства оказывается меньше, чем в отсутствии проскальзывания, или отсутствует вообще. На железнодорожном транспорте термин, обозначающий этот же эффект, может иногда писаться в варианте «боксование».
Термин также используется для обозначения проскальзывания ремня относительно шкива в ремённой передаче.
Эффект, противоположный буксованию, называется юз — заклинивание колёс при торможении транспортных средств.

## Возникновение

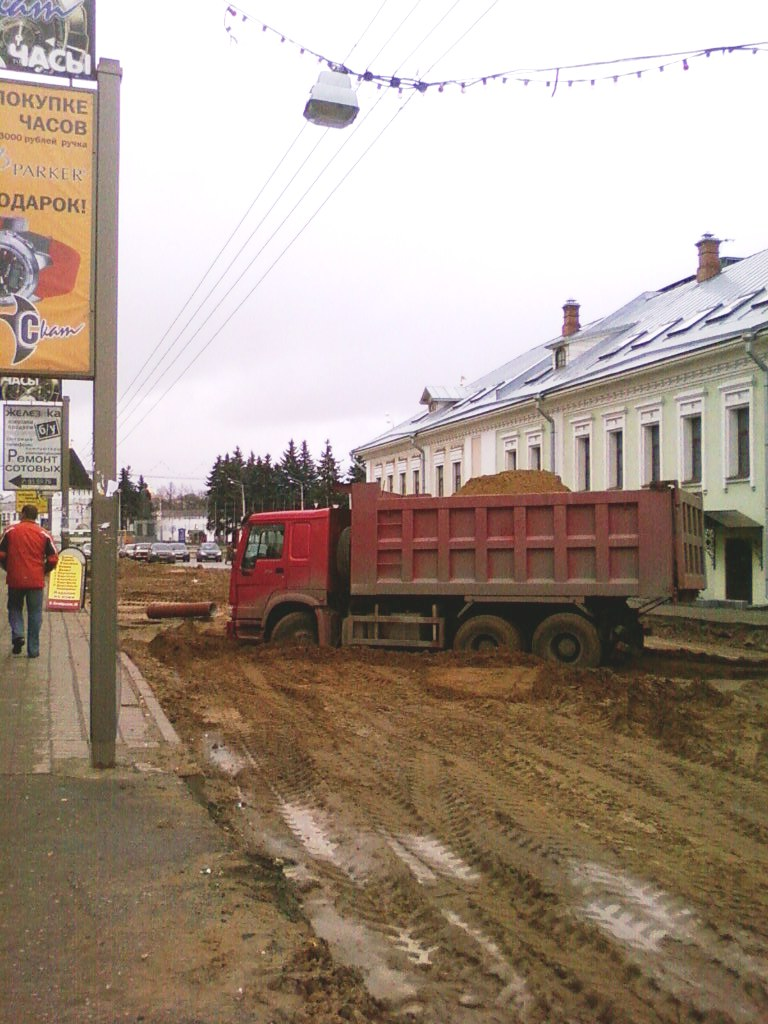
Буксование на рыхлых или влагонасыщенных поверхностях (песок, грязь) может привести к закапыванию

Буксование возникает вследствие превышения силой тяги силы сцепления колеса или гусеницы с поверхностью дороги или земли. Буксование может начаться после увеличения крутящего момента или уменьшения сцепления с дорогой, связанного с изменением свойств поверхности дороги (слой воды, грязи, льда) и нагрузки колёс (обычно вследствие маневрирования).

## Отрицательные эффекты
Буксование приводит к повышенному износу покрышек и гусениц, и может привести к разрыву покрышки или сбросу гусеницы.
Буксующие колёса могут легко скользить перпендикулярно к продольной оси автомобиля, приводя к потере управления.

## Намеренная пробуксовка колёс

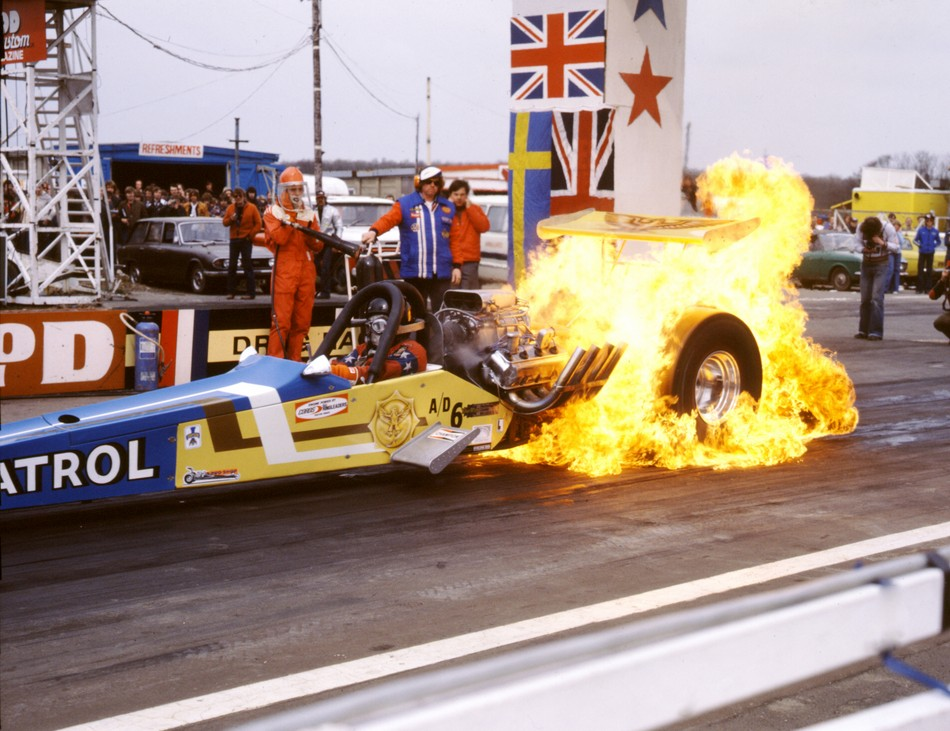
Пробуксовка колёс

Пробуксовка колёс на твердой поверхности приводит к выделению большого количества тепла и появлению дыма. Этот эффект, так называемый англ. burnout используется для прогрева покрышек во время автогонок или просто для развлечения и демонстрации мощного мотора.
Раллисты используют контролируемую пробуксовку ведущих колёс для управления заносом.
На общественных дорогах большинства стран намеренная пробуксовка колёс запрещена законом.

## Буксование и дифференциал
При повороте автомобиля внутренние и внешние колёса движутся с разной скоростью. Если бы они были жёстко скреплены, одно или оба из них должны бы были проскальзывать. Для избежания такой пробуксовки на ведущих осях автомобиля устанавливается дифференциал.
В условиях бездорожья распределение дифференциалом крутящего момента между колёсами может быть нежелательно, так как колесо с малым сцеплением будет пробуксовывать. Специальные блокирующиеся дифференциалы поддерживают близкие угловые скорости колёс, уменьшая вероятность буксования.